# شومیتسه (ناحیه برنو-تسوونتری)
شومیتسه (به چکی: Šumice) یک منطقهٔ مسکونی در جمهوری چک است که در ناحیه برنو-تسوونتری واقع شده‌است. شومیتسه ۸٫۶۳ کیلومتر مربع مساحت و ۲۲۹ نفر جمعیت دارد و ۲۰۷ متر بالاتر از سطح دریا واقع شده‌است.